# Kato (personaje)
Kato (en chino simplificado, 加藤, en japonés: カトー) es un personaje de ficción de origen asiático creado por George W. Trendle y Fran Striker. Kato fue el asistente del Avispón Verde y ha sido interpretado por varios actores. En la radio, Kato fue interpretado inicialmente por Raymond Hayashi, luego Roland Parker, que tuvo el papel durante la mayor parte de la carrera, y en los años posteriores Mickey Tolan y Paul Carnegie. Keye Luke tomó el papel en los cine serial, y en la serie de televisión fue interpretado por Bruce Lee. Jay Chou interpretó a Kato en la película The Green Hornet de 2011.
Kato es un hábil luchador experto en artes marciales que asiste como Amo de llaves, valet, estafeta, chofer y guardaespaldas de su jefe, el Avispón Verde, cuyo nombre real es Britt Reid, editor de un diario llamado Daily Sentinel. Kato se disfraza con traje y antifaz negro y es chofer del ostentoso automóvil Black Beauty, un modelo de Chrysler Imperial Crown modificado para combatir el mal en las calles.

## Historia del personaje
Kato era el ayuda de cámara de Britt Reid, quien se hizo pasar por el conductor y compañero enmascarado de The Green Hornet para ayudarlo en sus aventuras de vigilante, disfrazado de las actividades de un chantajista y su chofer / guardaespaldas / ejecutor. Según la historia, años antes de los eventos representados en la serie, Britt Reid había salvado la vida de Kato mientras viajaba en el Lejano Oriente. Dependiendo de la versión de la historia, esto llevó a Kato a convertirse en el asistente o amigo de Reid. En la antología The Green Hornet Chronicles de Moonstone Books, la historia del autor Richard Dean Starr "Nothing Gold Can Stay: An Origin Story of Kato" explora los antecedentes del personaje y cómo termina viviendo en Estados Unidos, lo que sugiere que Kato conoció a Britt Reid más tarde. viaje de regreso a su tierra natal en busca de su madre.

### Programa de radio y nacionalidad

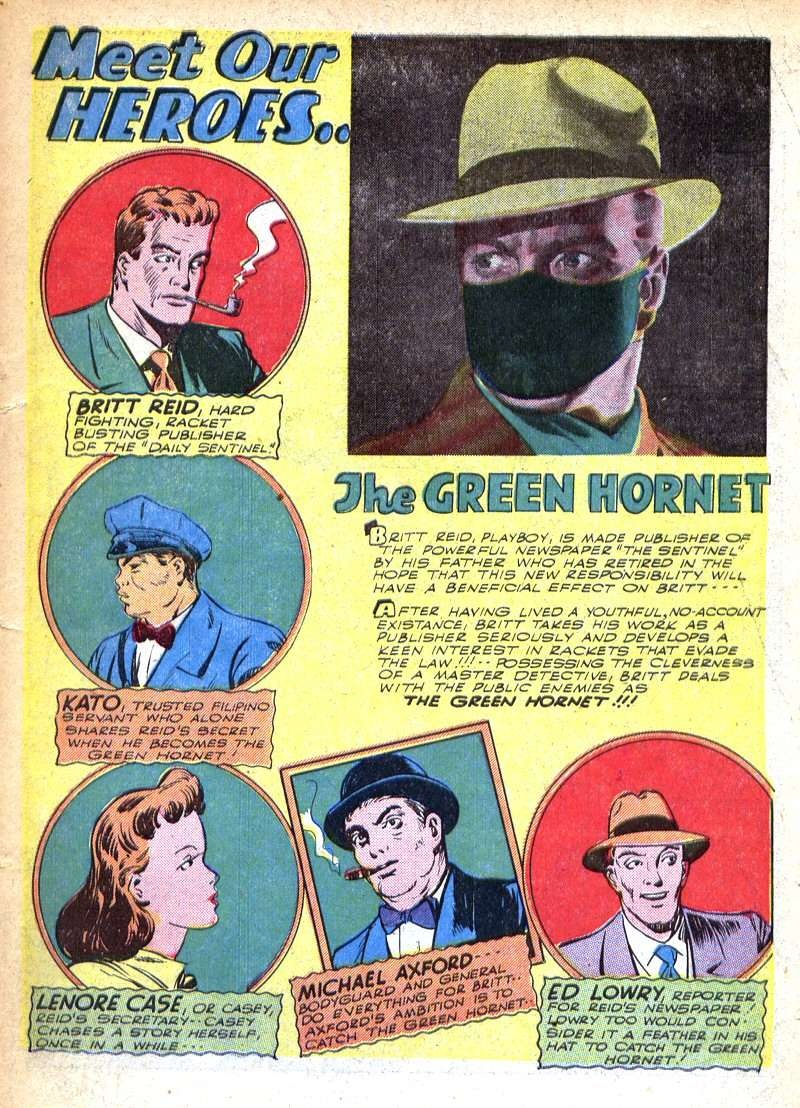
Kato representado como filipino en Green Hornet Comics #7, junio de 1942, publicado por Harvey Comics

En el estreno de 1936 del programa de radio, Kato fue presentado como japonés. En 1939, la invasión de China por el Imperio de Japón hizo que esto fuera malo para las relaciones públicas, y desde ese año hasta 1945 el "ayuda de cámara japonés de Britt Reid" en la apertura del programa fue simplemente identificado por el locutor como su "ayuda de cámara fiel". cita requerida] La primera de las dos series de películas de Universal, producida en 1939 pero no lanzada a los cines hasta principios de 1940, se refería al paso de Kato como "coreano". Para 1941, Kato había comenzado a ser llamado filipino. Una antigua leyenda urbana, pero falsa, sostenía que el cambio de uno a otro ocurrió inmediatamente después del bombardeo de Pearl Harbor en 1941. En series, Kato fue interpretado por el actor estadounidense de origen chino Keye Luke.
En la película de 2011, Kato (interpretado por Jay Chou) le dice a Britt Reid que nació en la ciudad china de Shanghái; Reid responde diciendo que "ama[s] Japón".

## Habilidades

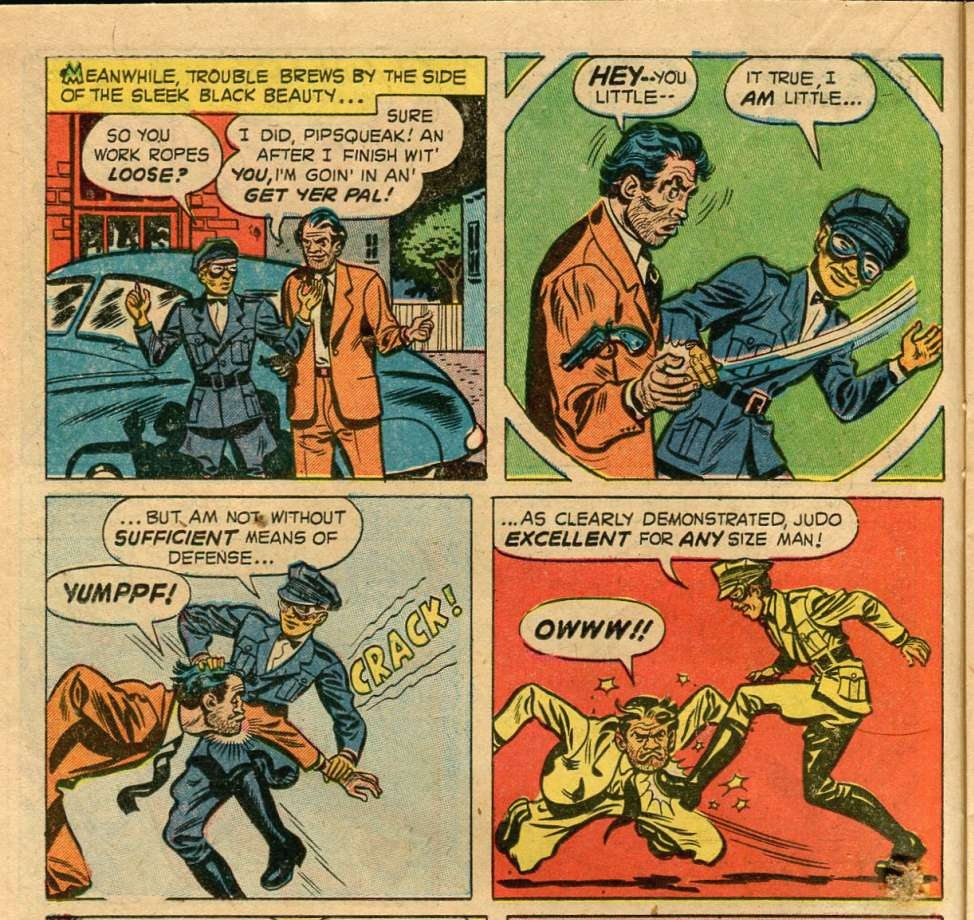
Kato aplicando golpes de judo en Green Hornet Fights Crime #42 (noviembre de 1948)

En todas las demás versiones de la historia, también es mecánico, con las creaciones del automóvil especial, la Belleza Negra y el gas dormido característico del Hornet y el arma que lo entregó atribuido a él.
En la serie de televisión, Kato (interpretado por Bruce Lee) no es en absoluto un mecánico, sino un sirviente profesional, un conductor altamente calificado y un maestro del arte de la guerra. En la serie de televisión, también se convirtió en un experto en artes marciales, lo que estaba implícito en la primera serie de películas con su uso de un "corte" tranquilizador en la parte posterior del cuello de un matón.
En The Green Hornet Strikes! de la serie Big Little Book, publicada en 1940, se dice que Kato era un practicante de jiu-jitsu. En los cómics de Helnit, Britt Reid dice que aprendió jiu-jitsu de Kato, en los cómics de Harvey, Kato muestra conocimiento de judo. El cómic publicado por Gold Key Comics dice que Kato en la serie de televisión practicaba kung fu.

## En otros medios

### Series de televisión

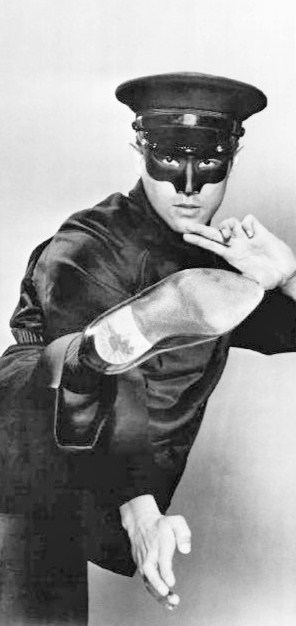
En la serie de televisión de 1966-1967, Bruce Lee interpreta a Kato.

Fue en parte debido a la representación de Bruce Lee de este personaje, que el Avispón Verde se hizo más conocido y que las artes marciales se hicieron más populares en los Estados Unidos en la década de 1960 [4]. En esta versión, también usó dardos de manga verde como ataque a distancia para situaciones en las que el combate cuerpo a cuerpo era imposible o demasiado arriesgado. En un episodio cruzado de Batman de la misma época y compañías, Kato tuvo una batalla con Robin que terminó en un empate (lo mismo sucedió simultáneamente con sus socios principales). La impresión que hizo Lee en ese momento se demuestra en uno de los libros para colorear vinculados a la serie de televisión producidos por Watkins & Strathmore. Se titula La venganza de Kato con el avispón verde. El éxito del Green Hornet en Hong Kong, donde era conocido popularmente como The Kato Show, llevó a Lee a protagonizar las películas que lo convertirían en un ícono de la cultura pop. 

#### La leyenda de Bruce Lee
Lee también aparece como Kato en la serie biográfica La leyenda de Bruce Lee (2008), protagonizada por Danny Chan.

### Adaptaciones de cómics
Todas las adaptaciones de cómics de Green Hornet han incluido a Kato. Estos fueron producidos por Helnit (más tarde Holyoke), Harvey, Dell y, vinculados a la versión de televisión, Gold Key. A partir de 1989, uno, publicado por NOW Comics, estableció una continuidad entre las diferentes versiones de la historia. En este cómic, la versión de TV / Bruce Lee de Kato era el hijo de Kato de las historias de radio, y tenía el nombre de pila de Hayashi como un homenaje al primer actor de radio del personaje.
El cómic también estableció un nuevo Kato, una media hermana mucho más joven del personaje de televisión, Mishi. Esta mujer Kato también insistió en ser tratada como la compañera completa de Hornet en lugar de ser una compañera. Sin embargo, Green Hornet, Inc., pronto retiró la aprobación y este personaje fue reemplazado por la versión de 1960 después de Vol. 1, # 10. Su expulsión se explicó por tener a la compañía de la familia Kato, Nippon Today, que necesitaba sus servicios de diseño automovilístico en sus instalaciones de Zúrich, Suiza. Mishi regresaría en el Volumen 2, apareciendo esporádicamente en la nueva identidad disfrazada de Crimson Wasp, en una venganza contra el criminal, Johnny Dollar. Eventualmente reveló (en The Green Hornet Vol. 2, #s 12 y 13, agosto y septiembre de 1992) que había sido un ejecutivo malversador en la planta suiza, cuyas acciones ella comenzó a exponer sin darse cuenta. En consecuencia, había asesinado a su prometido y a su hija en un ataque que también causó que Mishi, el objetivo principal, sin saberlo, estuviera embarazada.
En el número 34 de julio de 1994 de esa carrera, ella apareció en su disfraz de "compañero de Hornet" una vez más, mientras Paul Reid enmascarado asistía a una reunión de pandillas; Las reglas establecían que a cada "jefe" se le permitían dos "niños". Durante este período, Hayashi se involucró sentimentalmente con la fiscal de distrito Diana Reid, hija del Hornet original, quien incluso pensó por un tiempo que había concebido a su hijo. En el último número, Diana discutió sus planes de boda con Mishi. En los últimos dos números, se trajo a otro Kato, un sobrino de ambos llamados Kono, para permitir que el anciano Hayashi se retirara de la lucha contra el crimen, pero el cese de las operaciones del editor impidió que gran parte de él fuera visto. Kato, con sede en Bruce Lee, también apareció en dos de su propia miniserie spin-off, escrita por Mike Baron. El primero lo tenía defendiendo un templo chino, donde había estudiado kung fu, del gobierno comunista, mientras que en el segundo tomó el trabajo de proteger a una estrella de rock adicta a la heroína. Una tercera aventura en solitario, también de Baron, fue anunciada y promovida primero como otra miniserie, luego como una novela gráfica (ahora subtitulada "Dragones en el Edén"), pero quedó sin publicar cuando AHORA se cerró. La línea presentaba otra versión del personaje. 
La miniserie de tres números The Green Hornet: Dark Tomorrow (junio-agosto de 1993) se estableció aproximadamente cien años en el futuro, y tenía un avispón verde asiático-americano, nombre real Clayton Reid, que había sido corrompido por el poder. Realmente se convirtió en el jefe del crimen que se suponía que solo pretendía ser, luchando contra un Kato caucásico. Más allá de la reversión de las etnias, este último agregó la afirmación de que él y el futuro Hornet eran primos, y la representación artística de los abuelos paternos sin nombre de este Hornet se parece a Paul Reid y Mishi Kato. Aunque el futuro Kato no se identifica más aquí, una característica posterior de "Reid / Kato Family Trees" (en The Green Hornet, Vol. 2, # 26, octubre de 1993) le dio el nombre de Luke. 
Esta encarnación del cómic dio un grado de estatus oficial a un error de larga data sobre el personaje, que en su identidad enmascarada se le conoce como Kato. El nombre se restringió a su personaje privado en la serie de radio original, las dos series de películas y la mayor parte de la versión de televisión (hubo dos resbalones en este último medio, uno en la aparición de Batman, el otro en el último episodio filmado del La serie Hornet en sí misma, "Invasion from Outer Space, Part 2"; esta historia está muy fuera de sincronía con el resto de la carrera, y el escritor, director e incluso el productor en línea son personas sin otros créditos en el programa). Pero la versión cómica NOW hizo un gran punto de tener a los asistentes enmascarados llamados Kato, y la mujer en un momento temprano le dijo al Hornet igualmente nuevo durante su primera aventura: "Mientras estoy en este atuendo funky, llámame Kato. Es parte de la tradición ". 
En la renovación de la continuidad de Kevin Smith en 2010, Kato es representado, en los tiempos modernos, como el valet anciano pero aún en buena forma física del fallecido Britt Reid, asesinado por un mafioso yakuza que pasa por el apodo Black Hornet. El anciano Kato, en esta versión, un japonés obligado a actuar filipino para evitar las sospechas y los cargos racistas contra su pueblo durante la Segunda Guerra Mundial, retira su identidad junto con Britt Reid, y ambos hombres deciden dedicarse a sus familias, respectivamente, criando a su descendencia. Britt Reid Jr. y Mulan Kato. 
Después de la muerte de Britt Reid, Kato regresa a América con Mulan, ahora el segundo Kato, para representar el Testamento Secreto de Britt Reid Sr., quien deseaba, en caso de su muerte, que Kato destruyera toda la parafernalia de Green Hornet que aún tenía en su poder. y llevar a Britt Reid Jr. a Japón, por su seguridad. Sin embargo, ambos descendientes rechazan el testamento de Reid y Kato: Mulan Kato, ahora vestido con una variación cercana del atuendo original de su padre, sale corriendo para enfrentarse a Yakuza, y Britt Reid Jr. logra robar uno de los trajes de Green Hornet para ayudarla, a pesar de tener poco entrenamiento por su cuenta. 
Como la nueva Kato, Mulan es una mujer guerrera silenciosa, fuerte y en buena forma física, capaz de realizar hazañas increíbles con asombrosa fuerza y precisión. A pesar de haberse demostrado, en su adolescencia, como una mariposa social alegre, vivaz y alegre, la adulta Mulan Kato es un personaje más oscuro y melancólico que nunca habla (a pesar de ser físicamente capaz de hacerlo, Mulan prefiere hablar tan poco como ella puede evitar que Britt Reid Jr., muy habladora, y aparentemente todos los demás, respondan ) y muestra poco, o ningún interés, por cualquier forma de socialización, algo que parece angustiar al segundo avispón verde. , todo el socialite suave que era su padre. 
Además, la serie limitada Green Hornet: Parallel Lives del escritor Jai Nitz, servirá como precuela de la película Green Hornet 2011, explorando la historia de fondo para la versión cinematográfica de Kato. 
En 2013, una miniserie de ocho números llamada Masks reunió a héroes famosos de la era de la pulpa. Fue protagonizada por The Shadow, The Green Hornet y Kato, The Spider and Zorro, y fue escrita por Chris Roberson con arte de Alex Ross y Dennis Calero.

### Seriales  cinematográficos

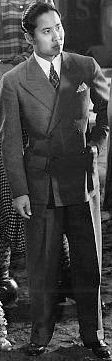
Keye Luke interpreta a Kato en ambos seriales de Universal Pictures.

El Avispón Verde fue adaptado en dos seriales cinematográficos : The Green Hornet (1940) y The Green Hornet Strikes Again! (1941). nsatisfecho con el tratamiento que Republic Pictures le dio al Llanero Solitario en dos series, George W. Trendle llevó su propiedad a Universal Pictures y quedó mucho más satisfecho con los resultados. La primera serie, titulada simplemente The Green Hornet (1940), fue protagonizada por Gordon Jones en el papel principal, aunque su voz fue la del actor del programa de radio original Al Hodge siempre que el héroe llevaba una máscara; el actor chino Keye Luke, que había interpretado a Hijo número uno en las películas de Charlie Chan, interpretó Kato. ¡Mientras  The Green Hornet Strikes Again! (1941) protagonizada por Warren Hull, Keye Luke regresó en el papel de Kato. También actuaron en ambas series Anne Nagel como Lenore Case, la secretaria de Britt Reid, y Wade Boteler como Mike Axford, un reportero del Daily Sentinel, el periódico que Reid poseía y publicaba. Ford Beebe dirigió ambas series, colaborando con Ray Taylor en The Green Hornet y John Rawlins en The Green Hornet Strikes Again!, con George H. Plympton y Basil Dickey contribuyendo a los guiones de ambas series. El Avispón Verde tuvo 13 capítulos, mientras que ¡El Avispón Verde Ataca de Nuevo! tenía 15 capítulos.

#### Interpretado en Dragon: The Bruce Lee Story
La biografía de la película estadounidense semi-ficticia de 1993 Dragon: The Bruce Lee Story, en la que Jason Scott Lee (sin relación) interpretó a Bruce Lee, presentó escenas que involucraron el rodaje de la serie de televisión The Green Hornet. Van Williams, quien protagonizó esa serie de televisión, apareció en la película como el director del programa.

#### Largometrajes
Black Mask es una película de acción de Hong Kong de 1996 protagonizada por Jet Li. La película es una adaptación de un manhua de 1992 de Li Chi-Tak. En la película, en homenaje a Kato, Máscara Negra usa una máscara de dominó y una gorra de chofer. La Máscara Negra incluso se compara con Kato en una escena. En 2002, fue seguido por una secuela, Black Mask 2: City of Masks, protagonizada por Andy On.
En 1975, el actor taiwanés Bruce Li interpretó a Kato en Bruce Lee Against Supermen.
Una película de 1994 en Hong Kong, The Green Hornet  (Qing feng xia), protagonizada por Kar Lok Chin como un héroe enmascarado similar a Kato llamado Green Hornet. En una escena, recuerda a sus predecesores, uno de los cuales está representado por un maniquí de Bruce Lee en su disfraz de TV Kato.El director de la película, Lam Ching Ying, era amigo de Bruce Lee.
En la película Legend of the Fist: The Return of Chen Zhen, lanzada a fines de septiembre de 2010 en Asia y principios de 2011 en los Estados Unidos, hay una gran característica de Kato. La trama secundaria consiste en el personaje principal Chen Zhen (interpretado por Donnie Yen) disfrazado como un vigilante de máscara para detener los asesinatos japoneses y proteger a la gente.
El director ha mencionado que desde que Bruce Lee interpretó a Chen Zhen (en la película de 1972 Fist of Fury) y a Kato (en la serie de televisión The Green Hornet de la década de 1960), la película fue un homenaje y dedicación a Lee.
El 4 de junio de 2008, Sony Pictures anunció planes para una película del superhéroe. Lanzada el 14 de enero de 2011, la película El Avispón Verde  fue protagonizada por Seth Rogen, quien asumió tareas de escritura junto con el coguionista de Superbad Evan Goldberg. Stephen Chow había firmado originalmente para interpretar a Kato, pero luego se retiró. El actor taiwanés Jay Chou reemplazó a Chow como Kato para la película.
En esta versión, Kato es un huérfano que huyó del orfanato, y originalmente fue empleado por el padre James de Britt Reid como mecánico de automóviles (también preparaba su café con una máquina especialmente diseñada que había creado para ese propósito), uniéndose a Britt en los pasos que lo llevaron a convertirse en el Avispón Verde cuando Britt concluyó que ambos habían estado desperdiciando su potencial. Las habilidades de artes marciales de Kato en esta versión de la serie son tan excepcionales que afirma que el tiempo, literalmente, se ralentiza para él cuando obtiene una descarga de adrenalina en una situación peligrosa, así como su papel tradicional como mecánico y conductor. Aunque él y Britt tienen una pelea temporal cuando discuten sobre su importancia respectiva para el concepto de "Green Hornet": Kato actúa como el verdadero hombre de acción del Hornet, mientras que Britt es la cara del público, ya que Kato es demasiado rápido para que cualquier cámara lo vea. verlo, arreglan sus diferencias a tiempo para destruir a la banda del señor del crimen Chudnofsky.